# Darracq

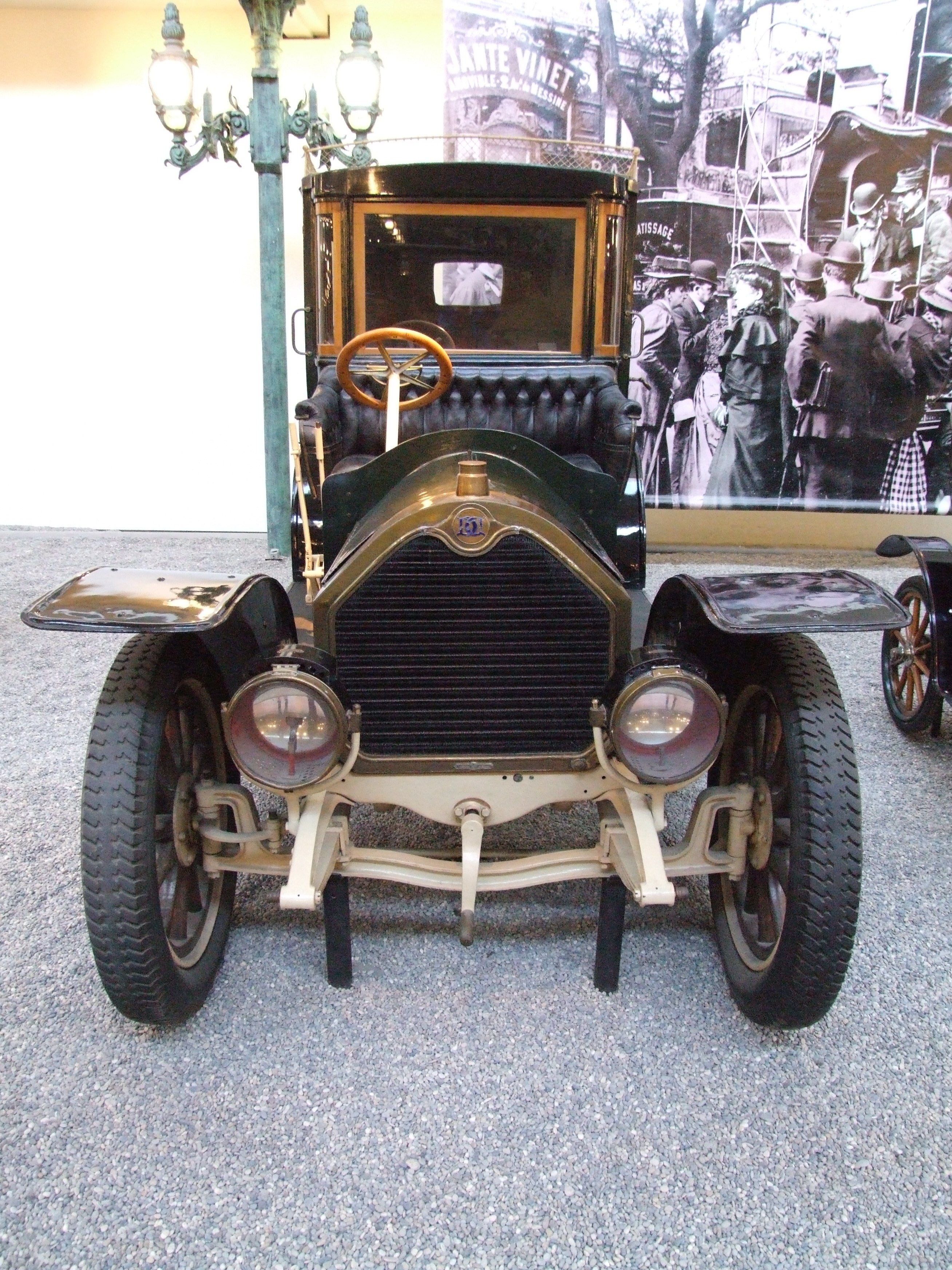
Darracq Cupé Chaffeur SS 20/28, 1907, 4 cilindros, 28,5 HP, 4728 cc, 70 km/h, Cité de l’Automobile, Museo Nacional, Colección Schlumpf, Mulhouse, Francia

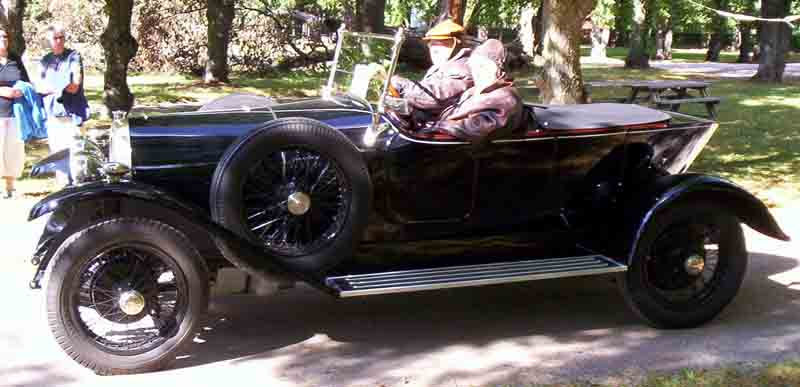
Darracq de 1924

Automobiles Darracq fue una compañía fabricante de vehículos motorizados y de motores aeronáuticos francesa. Radicada en Suresnes, cerca de París, la empresa, conocida al principio como A. Darracq et Cie, fue fundada en 1896 por el exitoso empresario Alexandre Darracq, y sería refundada como Talbot Lago en 1935. Hasta entonces, había permanecido ligada a la compañía Darracq Inglaterra desde 1902, cuando la sociedad británica adquirió la mayor parte del capital de la compañía francesa.

## Cambios empresariales
- En 1902, Alexandre Darracq vendió parte de su negocio a una compañía inglesa privada llamada A. Darracq and Company Limited (véase Darracq Inglaterra), manteniendo una participación sustancial y su propia gestión. Continuó dirigiendo el negocio desde París, pero se vio obligado a retirarse a la Costa Azul en 1913 después de años de dificultades que llevaron a la compañía a una precaria situación financiera. En 1911, Alexandre Darracq se había empeñado en introducir un motor no ortodoxo y poco probado que resultó ser un completo fracaso, descuidando los populares productos convencionales de Suresnes. Francia entró entonces en la Primera Guerra Mundial.

- La propiedad del negocio de Suresnes se transfirió en 1916 a Darracq S.A.. Esta nueva compañía pasaría a gestionar los activos de la sociedad en Francia, aunque seguía dependiendo accionarialmente de Darracq Inglaterra.

- En 1922, el nombre de Darracq se eliminó de sus productos y el negocio pasó a llamarse Talbot S.A. Inicialmente, sus productos se denominaron Darracq-Talbot y luego solo Talbot, dentro del conglomerado de empresas STD (Sunbeam-Talbot-Darracq).

- La empresa matriz de Londres, A. Darracq and Company Limited sufrió un colapso financiero durante la Gran Depresión y, en 1935, Talbot S.A. fue adquirida por un grupo de inversores liderados por el entonces director general de Talbot, Antonio Lago, que refundó la compañía con el nombre de Talbot Lago, dando por finalizada la andadura de Darracq como empresa con identidad propia.

## Historia de la empresa

### A. Darracq et Cie
Alexandre Darracq, utilizando parte de las sustanciales ganancias que había obtenido al vender su fábrica de bicicletas Gladiator a Adolpe Clément, formó una "sociedad comanditaria" en febrero de 1897 y la llamó A. Darracq et Cie. Construyó una nueva factoría, denominada "La Perfecta", situada en Suresnes, barrio del extrarradio de París localizado justo al sur de Puteaux.
La producción comenzó en enero de 1898, fabricando partes de bicicletas, triciclos y cuadriciclos, así como una motocicleta Millet impulsada por un motor rotativo de cinco cilindros, y poco después, un brougham eléctrico. En 1898, Darracq et Cie comenzó a fabricar una voiturette tricar diseñada por Léon Bollée. La voiturette, un tanto anticuada, resultó ser un problema: la dirección era inmanejable, la correa de transmisión de cinco velocidades "una obra maestra de mal diseño", y la ignición por tubo caliente un fracaso, demostrando que los 250.000 francos (10 000 libras) que Darracq et Cie habían pagado por los derechos habían sido un gran error.
Darracq et Cie produjo su primer automóvil de cuatro ruedas con un motor de combustión interna en 1900. Diseñado por Paul Ribeyrolles, era una "voiture legére", impulsada por un motor monocilíndrico de 785 cc y 6.5 CV de potencia, un eje de transmisión a las ruedas traseras y una caja de cambios de tres velocidades accionada desde la columna del volante.

### Acelerador
Aunque más grande, era notablemente similar a un diseño contemporáneo de Renault. Su innovación más notable fue la adopción de un sistema para variar la velocidad del motor entre 100 y 2000 rpm, gracias a la regulación del encendido del motor y de sus válvulas de admisión. A finales de septiembre de 1901, se habían vendido más de 1000 de estos automóviles, pero con tan solo 300 empleados, Suresnes debió haber sido esencialmente un negocio de ensamblaje.
La empresa A. Darracq et Cie fue vendida el 30 de septiembre de 1902 a A. Darracq and Company Limited, una compañía inglesa en gran parte propiedad de Alexandre Darracq, pero controlada mayoritariamente por un pequeño grupo de inversores ingleses. J S Smith-Winby fue nombrado presidente. Se captó más capital y se gastaron grandes sumas en la expansión de la fábrica. La planta de Suresnes se amplió a unos 16.000 m² de extensión, y en Inglaterra se compraron también amplias instalaciones.

### Opel Darracq
En 1902, A. Darracq et Cie firmó un contrato con Adam Opel para producir bajo licencia vehículos de forma conjunta en el Imperio alemán con la marca "Opel Darracq".

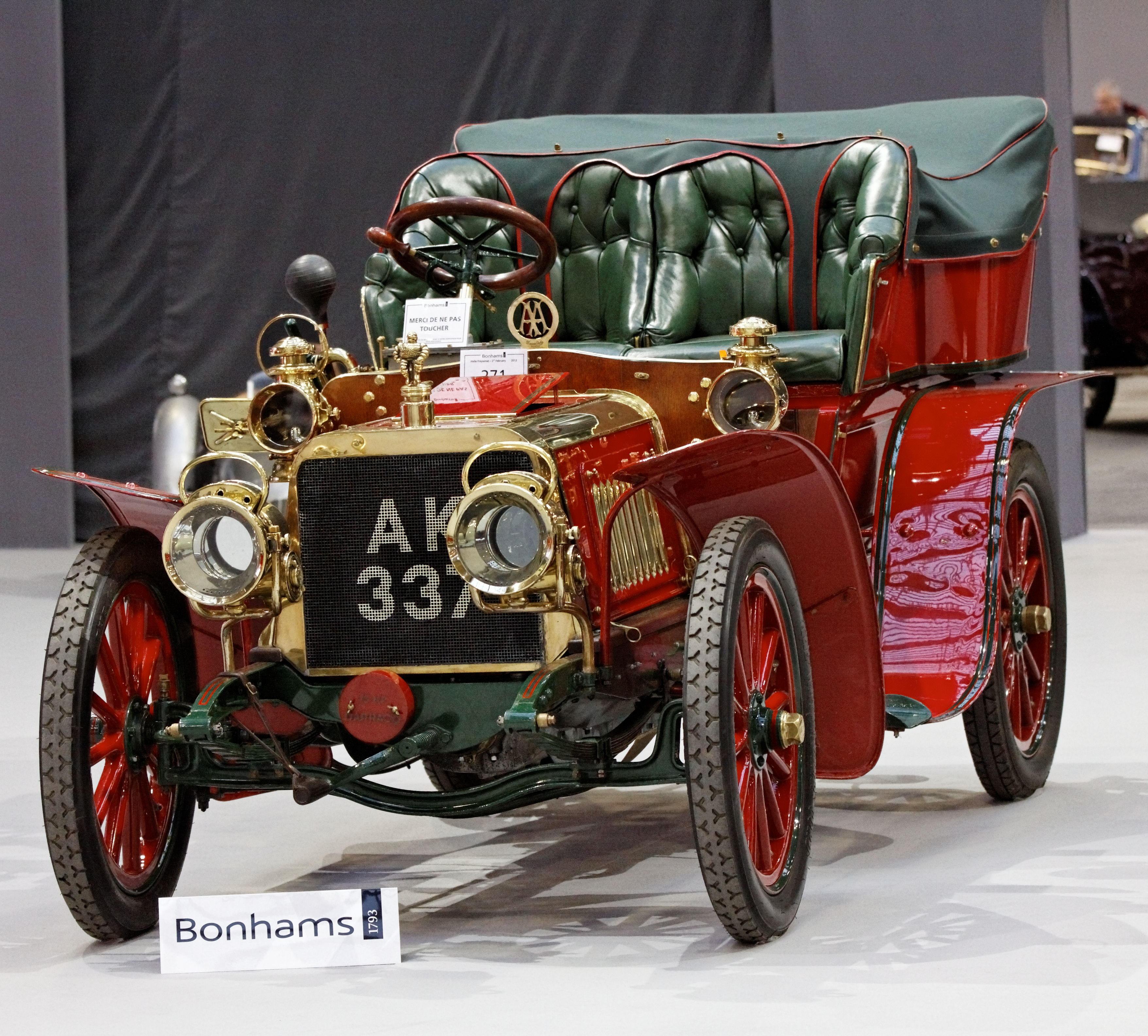
El famoso Darracq Quince "volador", con asiento trasero elevado (tipo tonneau)

### Darracq poseedor de seis récords mundiales de velocidad
A. Darracq et Cie se convirtió en un negocio próspero. En 1903 se ofrecían cuatro modelos: un monocilíndrico de 1.1 litros; un bicilíndrico gemelo en línea de 1.3 L y de 1.9 L; y uno de cuatro cilindros de 3.8 L. Los modelos de 1904 abandonaron la madera laminada en el chasis, sustituyéndola por acero prensado, y el nuevo Quince Volador, impulsado por un motor de cuatro litros, tenía su chasis hecho de una sola hoja de acero. Este automóvil fue la "obra maestra" de Alexandre Darracq. No había nada destacado en su diseño, pero "cada parte poseía un equilibrio y una armonía tan perfectos" que se convirtió en un modelo excepcional. Su calidad excepcional contribuyó a que la compañía se hiciera con el diez por ciento del mercado automotor francés.
A finales de 1904, el presidente de la compañía informó que las ventas habían aumentado un 20 por ciento, aunque el incremento de los costes hizo que las ganancias crecieran más lentamente. Pero lo más importante era que tenían muchos más pedidos de los que podían servir y la única solución era ampliar la fábrica hasta en un 50%. Doce meses después, el presidente pudo informar a los accionistas de que los seis récords mundiales de velocidad estaban en manos de automóviles de Darracq, que todos se habían retenido por más de doce meses, y que el piloto Kenelm Lee Guinness había agregado otro récord recientemente.

### Italia y España
Alexandre Darracq estableció Società Italiana Automobili Darracq (SIAD) en Portello, un suburbio de Milán en Italia en 1906, a través de un acuerdo de licencia con el Cavaliere Ugo Stella, un aristócrata de Milán. El negocio no resultó bien y Darracq lo cerró en 1910. Una nueva sociedad, Anonima Lombarda Fabbrica Automobili (ALFA), adquirió el negocio. En 1914, Nicola Romeo compró ALFA y se convirtió en Alfa Romeo. En 1907 Darracq formó la "Sociedad Anónima Española de Automóviles Darracq" en Vitoria, con una capitalización de un millón de pesetas.

### Taxis
Se aceptó un pedido de M. Charley para fabricar varios miles de taxis que serían vendidos a operadores franquiciados en las principales ciudades europeas y estadounidenses. Darracq encargó 4000 bastidores de chasis y construyó una nueva fábrica al lado de la existente, pero excepto en Nueva York, sus taxis no fueron tan populares como los de la competencia, principalmente de Renault y de Unic. En 1907, un tercio de los 1800 taxis de Nueva York eran Darracq. Fue un negocio útil durante la recesión de 1908, pero Darracq al poco tiempo dirigió su atención a los vehículos pesados.

### Autobuses de vapor

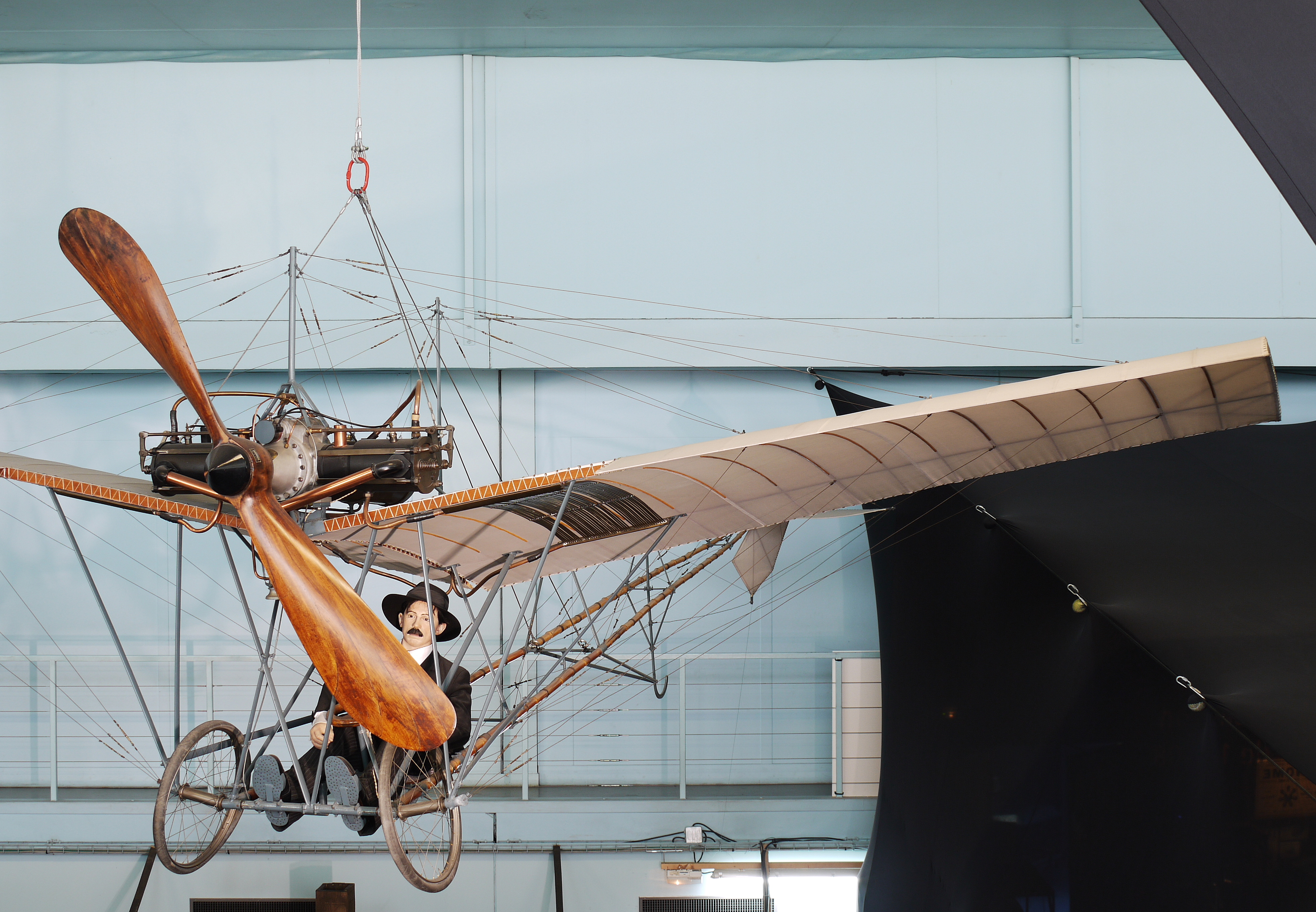
"Demoiselle" de Alberto Santos Dumont, con motor Darracq

La empresa conjunta fundada para fabricar autobuses de vapor, diseñados por Léon Serpollet, fue un fracaso. Solo se vendieron veinte unidades, y Darracq & Co perdió dinero en el proyecto. Darracq-Serpollet Omnibus Company de Londres, constituida en mayo de 1906, se vio obstaculizada por los retrasos en la construcción de una nueva fábrica y luego por la muerte de Serpollet a principios de 1907, víctima de un cáncer a los 48 años de edad. Dos especialistas del motor británicos recordaban en una publicación de 1956 que en su infancia, sus niñeras se negaban a subir con ellos en los autobuses de vapor pensando que explotarían. Además de ser impopulares, tenían una vida útil corta y antieconómica. La empresa que los fabricaba se liquidó en 1912. Darracq & Co tuvo que amortizar una inversión de 156.000 libras, una parte considerable de su capital.

### Motores de aviación
En 1907, Alexandre Darracq se interesó en la aviación y, en 1909, Darracq S.A. estuvo construyendo motores aeronáuticos ligeros, utilizados por Louis Blériot y Alberto Santos Dumont. Claramente basados en sus motores de competición, es posible que estos dos propulsores aeronáuticos fuesen los únicos construidos.

### Problemas de gestión

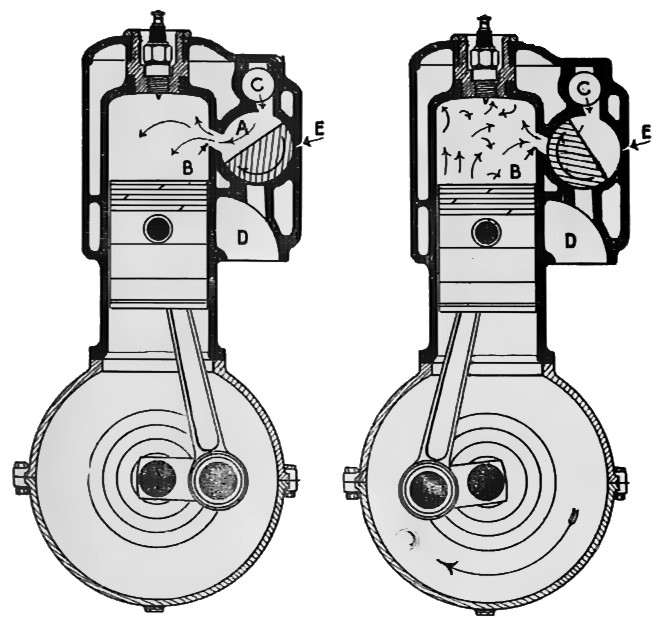
Motor Darracq de válvulas rotativas

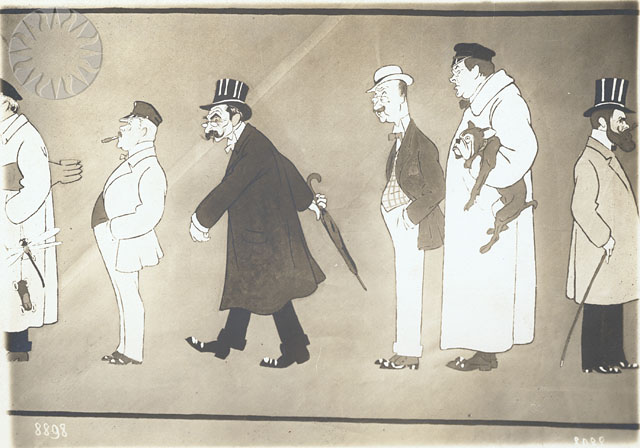
Dibujo que representa a Alexandre Darracq abandonando París

A partir de 1907, Darracq tuvo más difícil vender sus coches. Los precios tuvieron que reducirse, y los nuevos modelos no fueron tan atractivos para el público como se esperaba. Volviendo a la idea de Alexandre Darracq de 1898 de construir autos de buena calidad y bajo costo, como hizo Henry Ford con el Modelo T, Darracq SA introdujo un modelo de 14 y 16 CV a un precio de 260 libras al final de 1911. Sin embargo, debido a la insistencia del fundador, estos coches sufrirían la "maldición" del motor Henriod de válvulas rotativas, que no tenía suficiente potencia y era propenso a agarrotarse. El grave problema con el nuevo motor, fue notificado por Darracq & Company de Londres a sus accionistas como una simple dificultad para alcanzar una producción suficiente. Esta situación resultó desastrosa para la marca, y Alexandre Darracq se vería obligado a dimitir.
A finales de 1911, Alexandre Darracq fue reemplazado por un nuevo gerente, su exingeniero en jefe Paul Ribeyrolles, uno de los fundadores de Gladiator y un entusiasta de las carreras de automóviles. En junio de 1912, Alexandre Darracq ya había vendido todas sus acciones. Un director del consejo de la empresa, Hopkins, fue enviado a París para hacerse cargo de la administración general y el exingeniero jefe de Rover, Owen Clegg, fue destinado a los Estados Unidos para que estudiase los métodos producción a cargo de Darracq, siendo nombrado director de fábrica. A finales de 1912, el presidente aseguró a los accionistas la inversión en el motor sin válvulas se rentabilizaría en 1913.
En febrero de 1913, los accionistas habían realizado su propia investigación sobre la insatisfactoria situación de la empresa, y llegaron a la conclusión de que había una mala cooperación entre Londres y Suresnes, que se habían estado enfrentando entre sí, y que además se habían producido pérdidas considerables a través de "cambios recientes en el personal".
El comité luego hizo un informe, en el que se decía:

El señor Darracq, como un típico francés, probablemente poseía mucha más originalidad e iniciativa que cualquier inglés en la situación correspondiente, pero, si mostraba un fallo, era que, como en la mayor parte de su brillante carrera, carecía de la perseverancia británica y, después de un tiempo, parecía perder el interés, por así decirlo, en sus concepciones originales sin hacer ningún esfuerzo serio por buscar una nueva línea de acción.

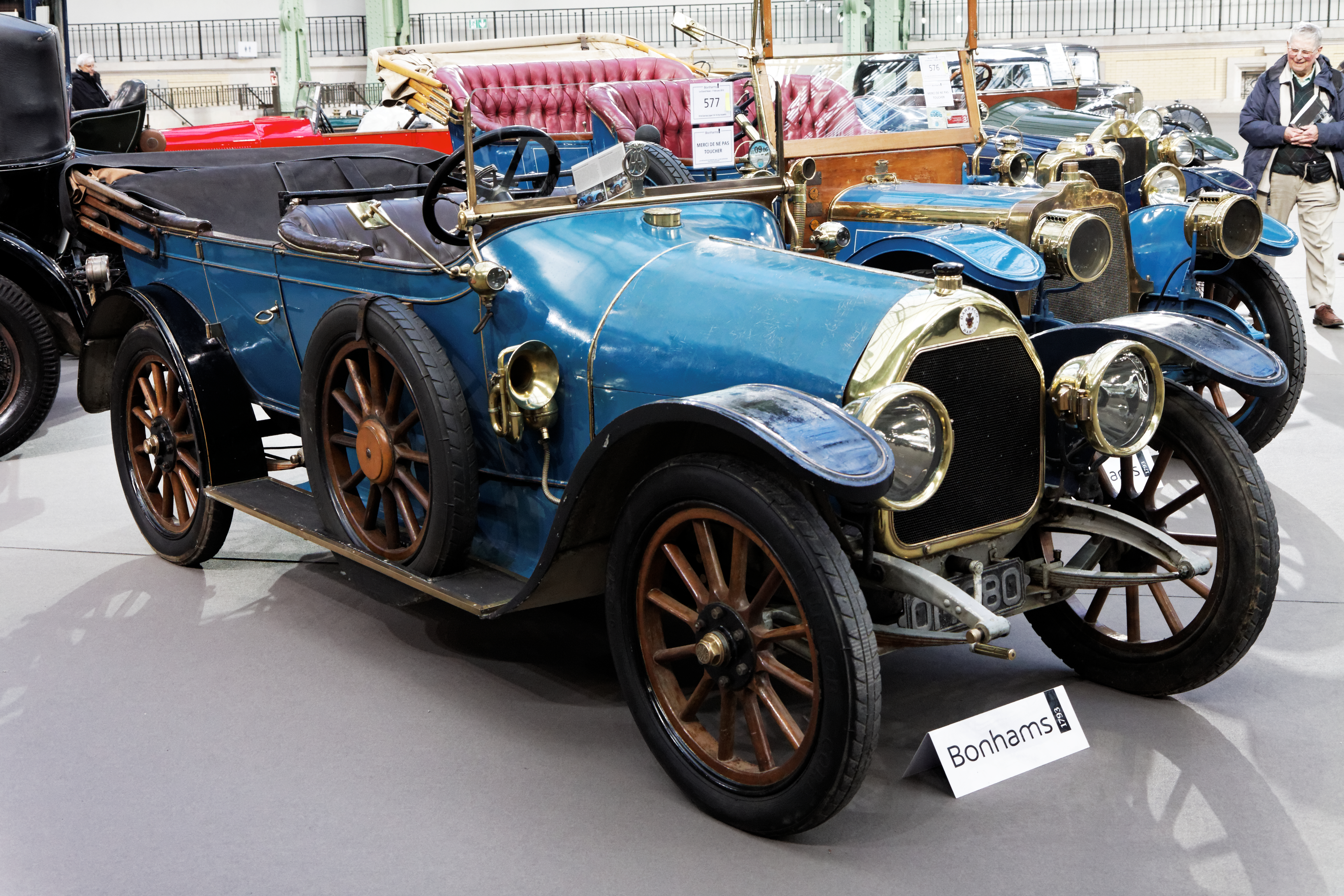
Modelo 16 CV tipo V14, producido por Owen Clegg

El presidente del comité de investigación, Norman Craig, fue nombrado presidente de A. Darracq & Company en 1905.
Owen Clegg fue nombrado director de fábrica en octubre de 1912. Diseñador del probado Rover Twelve, se inspiró sensiblemente en este automóvil para concebir el nuevo modelo de Darracq & Co. Antes de su nombramiento, Clegg había pasado doce meses en los Estados Unidos a cuenta de Darracq, estudiando la producción de automóviles. La fábrica de Suresnes fue remodelada para adaptarse a la producción en cadena, lo que la convirtió en una de los primeras de Europa en hacerlo. Al modelo Darracq de 16 CV diseñado por Clegg, se le unió otro de 12 CV de 2.1 litros, igualmente fiable, y pronto la fábrica empezó a construir sesenta automóviles por semana. En 1914, 12.000 hombres producían catorce chasis al día.

### Primera Guerra Mundial
Durante la Primera Guerra Mundial, Darracq S.A. se dedicó a la producción de diversos materiales bélicos, como el caza biplano Airco DH.5.
Durante 1916, los activos de Suresnes se transfirieron a la Société Anonyme Darracq, una nueva compañía constituida en Francia para este fin. Los activos británicos se transfirieron a una compañía llamada Darracq Motor Engineering Company Limited. La A. Darracq and Company Limited de 1905 ya no era más que un tenedor de acciones de estos dos negocios.
Después de la guerra, la producción de automóviles se reanudó tan pronto como la fábrica de Suresnes dejó de fabricar municiones, armas y aviones. En el Salón del Automóvil de París de octubre de 1919, el "Tipo V14" anterior a la guerra, había regresado a la producción, con un motor de cjatro cilindros y 2940 cc. Pero la gran novedad del fabricante en la feria de París fue el "Tipo A" de 24HP, impulsado por una unidad V8 de 4584 cc. El diseño de este modelo también fue iniciado por el director general Owen Clegg en 1913, pero la producción se retrasó hasta 1919 debido a la Primera Guerra Mundial. El "Tipo A" contaba con un cambio de cuatro velocidades y, desde 1920, frenos en las cuatro ruedas. A pesar de estas características innovadoras, no se vendió bien.
El franco francés había sufrido una crisis propia y sostenida durante los años de la guerra, y en mayo de 1920 el "Tipo V" costaba unos 35.000 francos en forma de chasis simple: un auto con carrocería tipo torpedo tenía un precio de 40.000 francos. Incluso el "Tipo V", con su batalla de 3150 mm, era un automóvil notable, pero para los clientes que querían más, en la misma lista aparecía un "Tipo A" de 39.500 francos en forma de chasis desnudo, y de 44.500 francos con carrocería torpedo.
Después de la guerra, el 16HP V14 previo al conflicto fue el automóvil más vendido del fabricante en Gran Bretaña.

## Automóviles Talbot
Tras la inclusión de Clément-Talbot en el grupo S T D Motors, los productos de Suresnes recibieron la marca Talbot-Darracq, aunque la palabra Darracq se eliminó en 1922 y esta compañía cambió su nombre a Automobiles Talbot S.A.
Los coches fabricados por Automobiles Talbot importados de Francia a Inglaterra fueron renombrados como Darracq para evitar confusiones con los productos Clément-Talbot producidos en Inglaterra.

## Deportes del motor

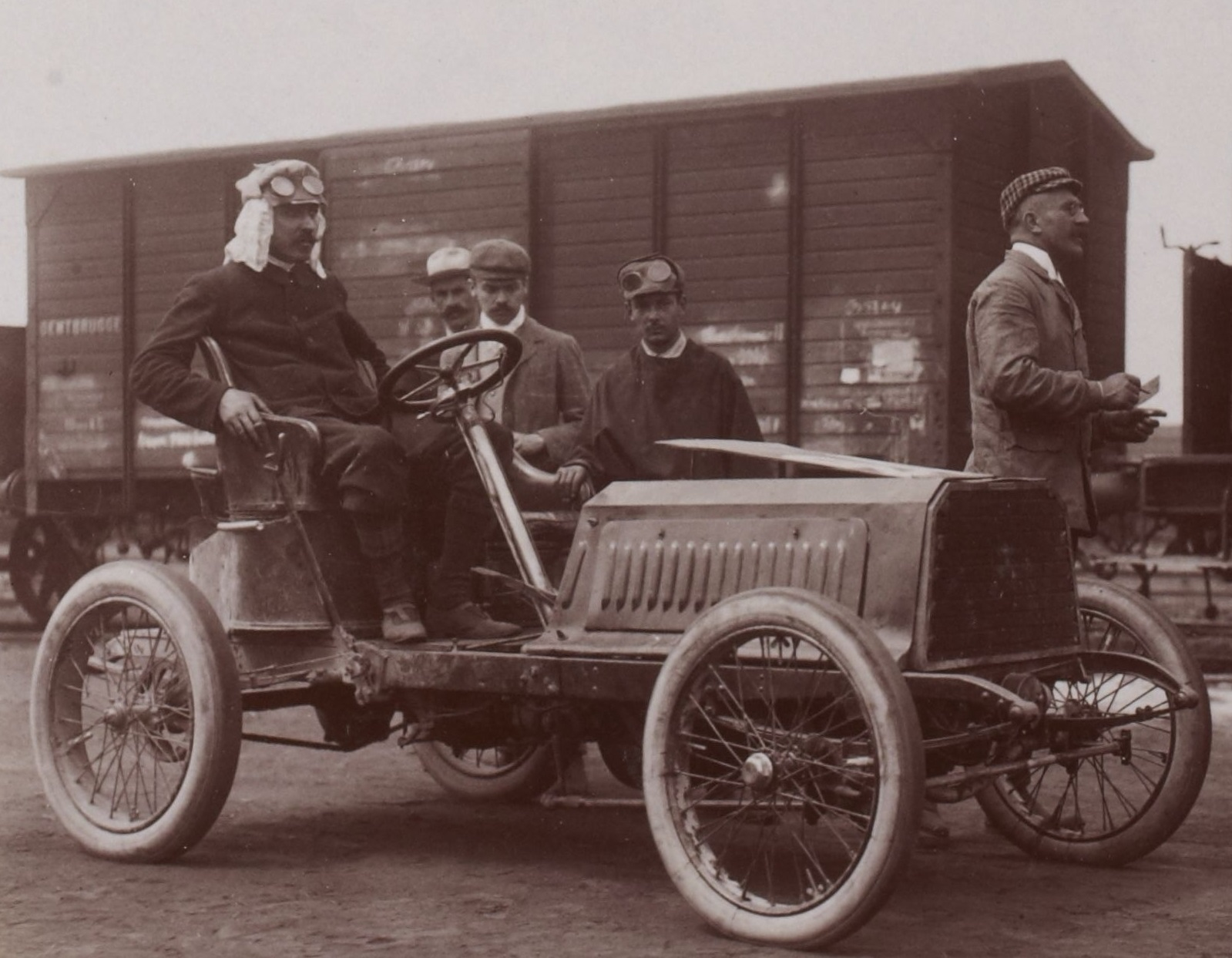
El Capitán H. Genty de la Touloubre, vencedor de la clase "voiturettes" en el Circuito de las Ardenas, en su Darracq (Estación de Bastogne, antes de salir, 1904)

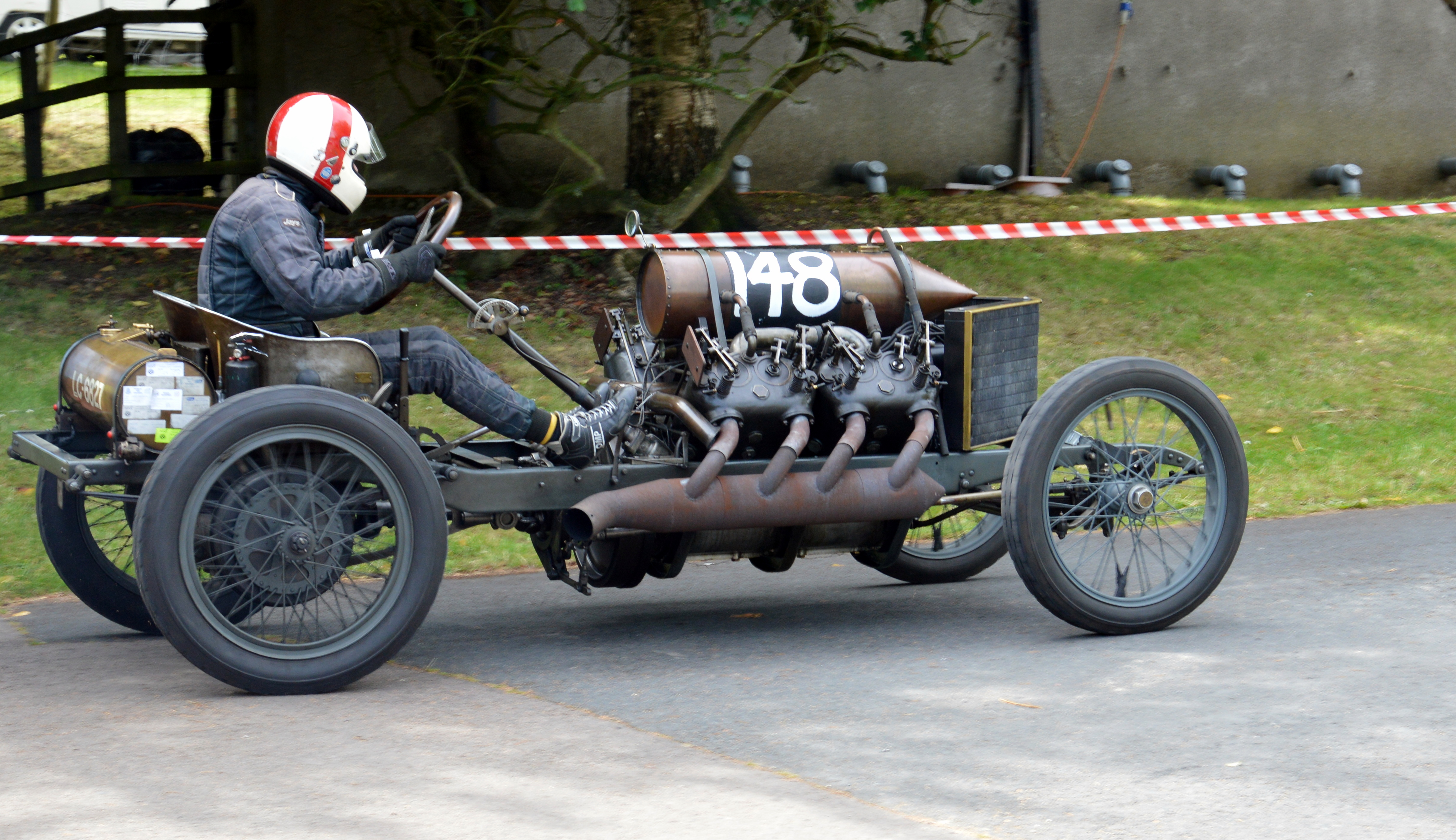
Darracq 200 HP V8 de 1905 en la subida VSCC Prescott

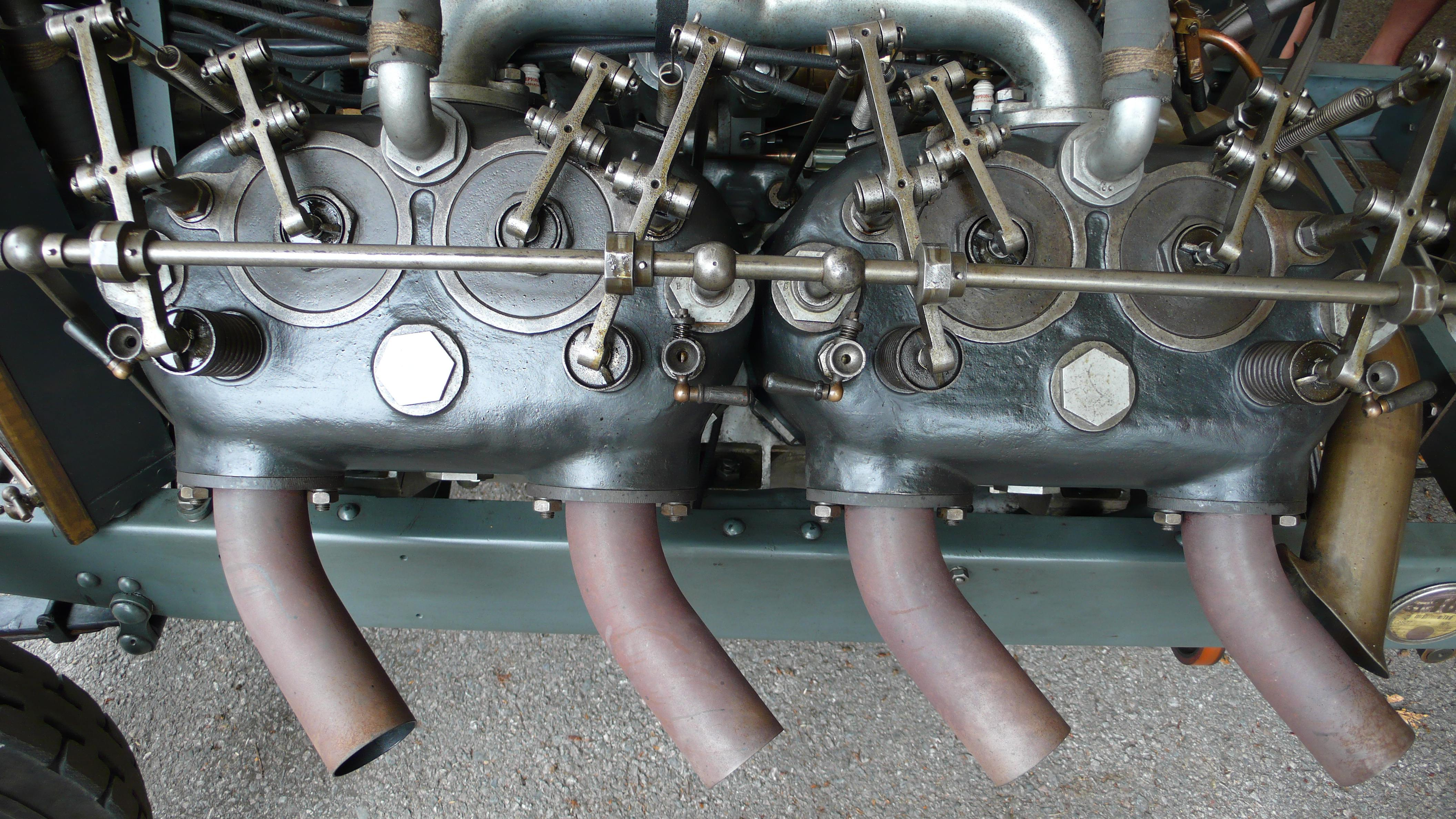
Darracq de 25.5-litros y 200 HP V8 de 1905

Al igual que otros fabricantes de automóviles de esta época, como Napier, Bentley y Daimler, Darracq & Co participó en competiciones automovilísticas, y sus deportivos ligeros "caracterizados por su drástica desnudez" se hicieron muy conocidos. Sin embargo, el intento de 1904 para ganar el Trofeo Gordon Bennett fue desastroso: a pesar de la inscripción de once deportivos de 3 l idénticos, construidos en Alemania, Francia y Gran Bretaña (algo posible según las reglas del Trofeo), Darracq & Co no obtuvo ningún galardón.
Entretanto, Paul Baras logró para Darracq un nuevo récord mundial de velocidad, con una marca de 104,53 millas por hora (168,2 km/h) registrada en Ostende, Bélgica, el 13 de noviembre de 1904.
El deportivo de 1905 era más prometedor. Estaba equipado con un motor V8 de 22.5 litros con válvulas en cabeza, compuesto a partir de dos motores preparados para el Trofeo Bennett acoplados a un cárter único. Con una potencia de 200 caballos (149,1 kW), se convirtió en uno de los primeros automóviles especiales para pruebas de velocidad, y el 30 de diciembre de 1905, Victor Hémery lo condujo a 109,65 millas por hora (176,5 km/h) en el kilómetro lanzado que se organizó en Arlés, Francia. El V8 se envió a Ormond Beach, (luego fue el protagonista de numerosos intentos de récord de velocidad), en los que fue cronometrado a 122,45 millas por hora (197,1 km/h) en 1906, adjudicándose el título de "Rey de la Velocidad de 1906". Sin embargo, no pudo mantener por mucho tiempo el récord de velocidad en tierra, que fue batido por un automóvil Stanley, el Rocket, con una marca de 127,6 millas por hora (205,4 km/h). A su regreso a Europa, el automóvil fue vendido a Algernon Lee Guinness, quien estableció muchos récords en los siguientes años, hasta que el coche fue retirado en 1909 con un pistón roto. Este V8 Especial (véase la historia completa en Darracq index) fue reconstruido en 2005 usando su motor original, que había sobrevivido en su mayor parte intacto. Un video del motor en marcha fue publicado en YouTube.
En 1905 y 1906, los Darracq ganaron la Copa Vanderbilt disputada en Long Island, con Louis Wagner al volante de un deportivo de 100 caballos (74,6 kW) y 12.7 l de cilindrada. Darracq & Co también ganó la carrera de Cuba disputada en La Habana, y fue la vencedora final de la carrera del campeonato de 1906. 
Otros prestigiosos pilotos, como Louis Chevrolet o Vincenzo Florio también condujeron los bólidos de Darracq.
La participación en las competiciones no se detuvo por completo en los años siguientes. En 1908, Darracqs ocupó el segundo, tercer y séptimo puesto en el Tourist Trophy de la Isla de Man, y en 1912, Malcolm Campbell empezó a preparar sus conquistas de récords de velocidad en un antiguo taller de Darracq en Brooklands. Después de la Primera Guerra Mundial y ya formando parte de STD (Sunbeam, Talbot, Darracq), el Sunbeam de Grand Prix se rebautizó como Talbot-Darracq, y participó en el Gran Premio de Francia de 1921. El "Invencible" Talbot-Darracq, que era una versión más pequeña de los modelos de Grand Prix, dominó las carreras de las categorías menores durante seis años, ganando todas las pruebas en las que participó.

## En la cultura popular

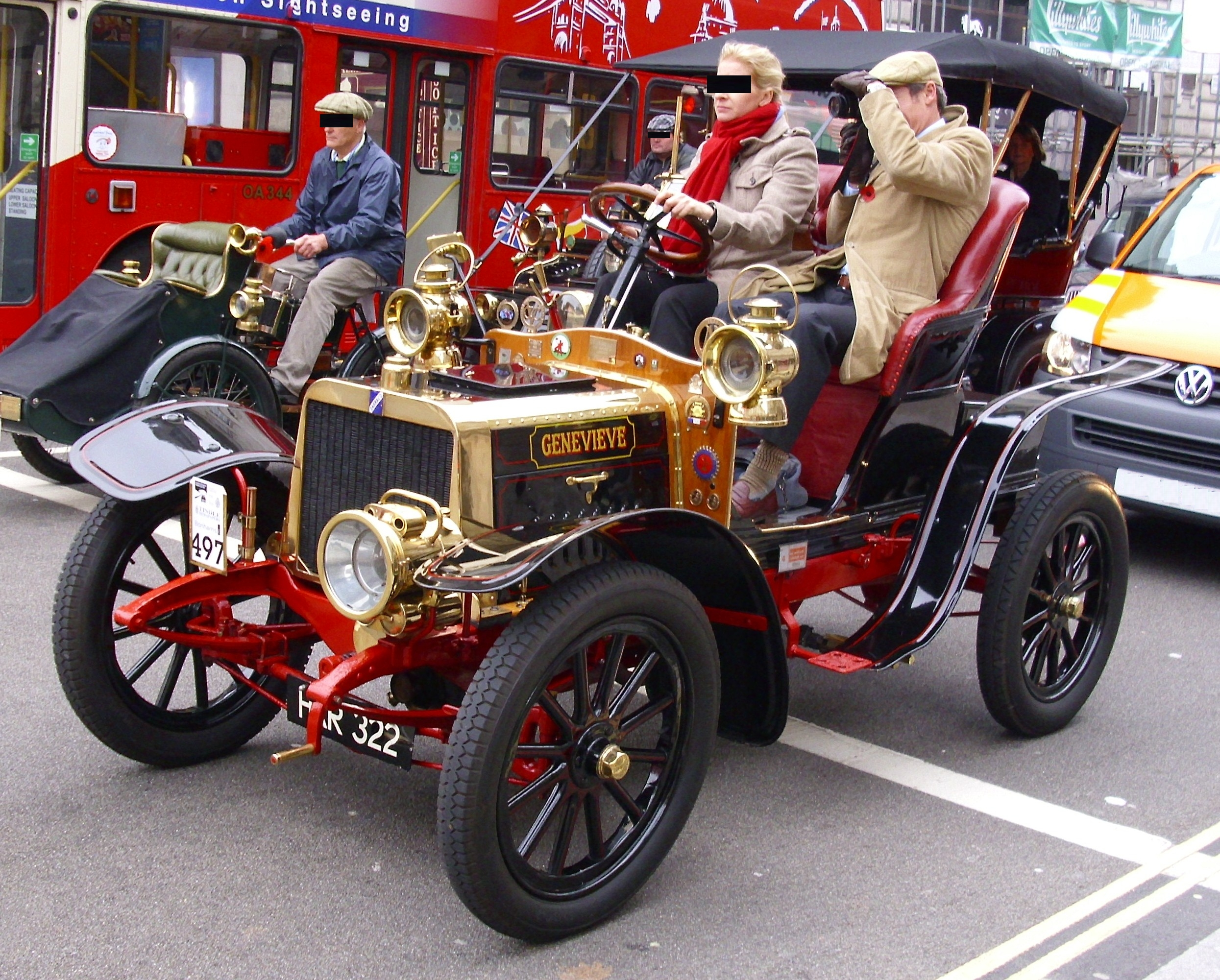
El Darracq protagonista de la película Genevieve

- En 1953, una película británica dirigida por Henry Cornelius, Genevieve,[30] presentaba un Darracq de 1904 como centro de su argumento. La película provocó un aumento en la afición al coleccionismo y a la restauración de automóviles antiguos.

- En el episodio número 100 de la serie Wheeler Dealers, Mike Brewer y Edd China restauraron un Darracq de 1903 cedido por el "Museo Internacional del Motor Haynes", con el que participaron en la prueba para coches antiguos disputada entre Londres y Brighton. Este proyecto fue inspirado por la película.